# Козлов, Алексей Семёнович
Алексе́й Семёнович Козло́в (род. 13 октября 1935, Москва) — советский и российский саксофонист (альт-саксофон, сопрано-саксофон) и джазмен, композитор, актёр, публицист, писатель. Участник и лауреат многочисленных отечественных и зарубежных фестивалей джаза. Автор музыки ко многим театральным постановкам, кино- и видеофильмам.
Заслуженный артист РСФСР (1988), народный артист России (2003). Действительный член Российской академии естественных наук (РАЕН) по отделению «Дизайн и архитектура». Лауреат Премии правительства Москвы. Лауреат VII ежегодной премии «Радио Jazz» «Все цвета джаза» в специальной номинации «За вклад в развитие джазовой культуры в России». Президент Фонда Алексея Козлова.

## Исполнительская и композиторская биография
Исполнительскую деятельность начал как пианист в середине 1950-х, закончив музыкальную школу по классу фортепиано. Весной 1957 года дебютировал с тенор-саксофоном, освоив инструмент самостоятельно.
В 1959 году совместно с трубачом Андреем Товмасяном создал свой квинтет, первое фестивальное выступление которого прошло в 1960 году в Тарту (Эстонская ССР).
В 1961 году принял участие в создании первого в СССР джазового клуба-кафе «Молодёжное», где работал со своим квинтетом до 1966 года и где перешёл на альт-саксофон как основной инструмент.
В составе секстета Вадима Сакуна, где выступал в роли баритон-саксофониста, стал участником первого джазового коллектива из СССР, выступившего на зарубежном фестивале («Jazz Jamboree», Варшава).
В 1966—1968 годах работал в оркестре «ВИО-66» Юрия Саульского, из числа солистов которого создал отдельный квартет с участием Игоря Бриля, Анатолия Соболева и Владимира Журавского.
В 1968 году организовал джаз-клуб в кафе «Ритм» (где выступал с квартетом, включавшим Александра Пищикова, Юрия Маркина и Владимира Василькова), а в 1969 — джаз-клуб в кафе «Печора», где играл с другим своим квартетом (Николай Громин, Анатолий Соболев и Михаил Кудряшов) до 1971 года.
В 1973 году создал первый в СССР профессиональный джаз-рок-ансамбль «Арсенал», ставший штатным ансамблем Калининградской областной филармонии в 1976 году. За время существования коллектив неоднократно менял состав, численность (от квинтета до полноразмерного комбо-ансамбля с несколькими вокалистами) и стилистику. В работе «Арсенала» возникали перерывы, после которых Козлов собирал коллектив в обновлённом формате. Концертные программы и шоу-программы «Арсенала» следовали за последними веяниями в современной музыке и охватывали, в разное время, области рок-оперы, прогрессивного рока, джаз-рока, фьюжн, брейка и т.п.
В 1981 году, уже будучи известным исполнителем и композитором, заочно окончил 2-е Московское областное музыкальное училище.
С 1985 года начал работу в сфере электронной и компьютерной музыки. С 1987 года был председателем секции рок-музыки Московской организации СК СССР, став, по утверждению музыковеда Владимира Фейертага, «первым отечественным джазовым музыкантом, проявившим профессиональный интерес к рок-культуре».
В 1990-х увлёкся идеями «третьего течения», создав и исполнив в России и за рубежом ряд концертных программ с участием камерного оркестра Юрия Башмета «Солисты Москвы», пианиста Вячеслава Горского, квартета им. Д. Д. Шостаковича, симфонического оркестра Московской филармонии и т.п. (исполнялась как авторская музыка, так и аранжировки Форе, Равеля, Дебюсси). В 1999 году проект под названием «Ars Nova Trio» представил музыку Козлова в стилистике, близкой к постмодернизму.
Начиная со второго десятилетия XXI века, Козлов выступал преимущественно в камерном дуэте с пианистом Дмитрием Илугдиным или с последней версией «Арсенала». Концерты с «Арсеналом» проходили  еженедельно вплоть до конца 2023 года, а в 2024-м было объявлено, то Козлов прекращает исполнительскую деятельность из-за возраста (его преемницей в составе стала саксофонистка Анна Королёва).
Алексей Козлов — участник московских и Всесоюзных джазовых фестивалей советских времён, крупных постсоветских и многих зарубежных фестивалей: «Jazz Jamboree-62», «Jazz Jamboree-78», «Praha-65», «Nagykanizsa-71» (Венгрия), «Berliner Jazz Tage» (1980, Западный Берлин), «Братиславские джазовые дни» (1980), «Jazz Rally-94» (Дюссельдорф).

## Иные виды деятельности
В 1962 году окончил Московский архитектурный институт (МАрхИ) и в 1962—1967 годах работал по полученной специальности в Институте технической эстетики. 
В 1990-х публиковал статьи о рок-музыке в журнале «Музыкальная жизнь». Автор и ведущий телепрограмм «Весь этот джаз» (ОРТ, 1994), «Импровизация на тему» («Московский канал», 1997) и программ по истории джаза и рок-музыки на радиостанциях Москвы.
В начале 2000-х годов выпустил две серии популяризаторских компакт-дисков («История джаза» и «Инструменты в джазе»).
Регулярно вёл лекции-концерты, имевшие просветительский характер (включая серию 2006—2008 г.г. в Московском международном Доме музыки).

## Общественное признание
В 1999 году награждён Почётным дипломом Московской городской думы за выдающийся вклад в развитие отечественной музыкальной культуры, создание московского стиля джазовой музыки, большую просветительскую и общественную деятельность.
В 2011 году вошёл в число основателей Фонда «АртБит», который позднее, в 2022 году, преобразован в Фонд Алексея Козлова (полное название — Фонд поддержки современной инструментальной музыки Алексея Козлова). Является его бессменным президентом. Главная цель Фонда — поддержка современной российской инструментальной музыки, к которой его учредители относят «world music, прогрессив-рок и арт-рок, фьюжн и концептуальный джаз, электронный нью-эйдж и камерную импровизационную музыку, сплав джаза и классики и многое другое».
В 2012 году удостоен национальной премии «Имперская культура» имени Эдуарда Володина.
В 2012 году в Москве основан Клуб Алексея Козлова, к владельцам и творческому руководству которого сам Козлов не относится. Название клуба было утверждено с его согласия и символизирует новаторское творческое кредо как самого Козлова, так и новой площадки. В апреле 2019 года клуб занял первое место в рейтинге лучших джаз-клубов мира по версии веб-портала All About Jazz.  
В 2021 году вышел в широкий прокат полнометражный документальный фильм «Джазист» режиссёра Андрея Айрапетова, посвящённый личности Козлова.

## Упоминания в литературе
- Большая Советская Энциклопедия — том 8, статья «Джаз», раздел «Советский джаз»,
- Музыкальный энциклопедический словарь — статья «Козлов А. С.»
- The Russians — книга американского журналиста Хедрика Смита, часть главы № 7 («The Youth») посвящена Алексею Козлову и ансамблю «Арсенал».
- Red and Hot — книга американского критика Фрэда Старра.
- Статьи в европейских джазовых словарях и энциклопедиях:
  - «The New Grove Dictionary Of Jazz» edited by Barry Kernfeld — St. Martin’s Press. New York и в ежегодном издании «The International Who‘s Who», Europa Publications Ltd. London.
- В отечественных музыкальных изданиях:
  - «Советский джаз» А. Баташёва, сборник «Советский джаз» (под ред. А. Медведева), А. Троицкий «Рок в СССР», Е. Фёдоров «Рок в нескольких лицах», сборник «Известные русские» под ред. В. Никерова, «Энциклопедия джаза» и «Джаз в России. Краткий энциклопедический справочник» В. Фейертага, и др. В октябре 2020 года вышел специальный выпуск российского джазового журнала «Джаз. Ру», посвящённого 85-летию Алексея Козлова[15].

## Книги
- Козлов А. Рок: истоки и развитие. — М., 1997.
- Козлов А. Козёл на саксе. — М.: Вагриус, 1998.
- Козлов А. Джаз, рок и медные трубы. — М: Эксмо, 2005.
- Козлов А. Рок глазами джазмена. — М.: Городец, 2008.
- Козлов А. Джазист. — М.: ArtBeat, 2011.

## Избранная дискография

### В качестве лидера или полноправного со-лидера
- Джаз 65. Молодежные Джазовые Ансамбли Москвы. Часть 1 (Мелодия, 1966), сборник с включением двух пьес квартета Алексея Козлова
- Джаз 67. Четвертый Московский Фестиваль Молодежных Джазовых Ансамблей. Третья Пластинка (Мелодия, 1967), сборник с включением пьесы квартета Алексея Козлова
- Джаз-рок ансамбль "Арсенал" (Мелодия, 1979)
- Джазовая Музыка. Играет Джаз-рок Ансамбль «Арсенал» / Играет джазовый ансамбль п/у Э. Страуме (Мелодия, 1979)
- Джаз-78. По Страницам VI Московского Фестиваля Советской Джазовой Музыки. Вторая Пластинка (Мелодия, 1979), сборник с включением двух пьес джаз-рок-ансамбля "Арсенал"
- Кругозор №12/1980 (Кругозор, 1980), аудио-журнал с гибкими пластинками, две пьесы ансамбля "Арсенал"
- Дискоклуб № 2 (Мелодия, 1981), сборник, одна пьеса ансамбля "Арсенал"
- Bratislava Jazz Days 1980 (Opus, 1981), сборник, одна пьеса ансамбля "Арсенал"
- Алексей Козлов и Ансамбль Арсенал – Своими руками (Мелодия, 1983)
- Дискоклуб № 9 (Мелодия, 1983), сборник, одна пьеса ансамбля "Арсенал"
- Джаз-82. VIII Московский Фестиваль Джазовой Музыки, Выпуск 2 (Мелодия, 1983), сборник, одна пьеса ансамбля "Арсенал"
- Soviet Jazz (Мелодия, 1984), сборник, одна пьеса ансамбля "Арсенал"
- Фестиваль "Московская осень". Концерт эстрадной инструментальной и джазовой Музыки (Мелодия, 1985), сборник, одна пьеса ансамбля "Арсенал"
- Маскарад (Мелодия, 1985), сборник, две пьесы ансамбля "Арсенал"
- Ансамбль "Арсенал" - Второе дыхание (Мелодия, 1986)
- Dzhaz: Jazz From The Soviet Union (Book-Of-The-Month Records, 1986)
- Пульс-3: спорт и музыка (Мелодия, 1986), музыка ансамбля "Арсенал" в тематической серии
- В вечерний час (Мелодия, 1986), сборник, одна пьеса ансамбля "Арсенал"
- Ансамбль "Арсенал" (Мелодия, 1987)
- Клуб И Художественная Самодеятельность 8/1987 (аудио-приложение к журналу)
- Arsenal - 5 (Мелодия, 1991)
- Arsenal - 6 (Мелодия, 1991)
- Alexei Kozlov And His “Arsenal” (Мелодия, 1991), сборник
- Алексей Козлов – Неизвестный Арсенал (Anima Vox, 1994), сборник
- Алексей Козлов - Ностальгия (SoLyd, 1996)
- Алексей Козлов - Горы Киммерии (SoLyd, 1996)
- Алексей Козлов и Андрей Макаревич - Пионерские блатные песни (Sintez, 1996)
- Алексей Козлов - Пионерские-блатные 2 (Rise Lis's, 1998)
- Алексей Козлов И Арсенал – Опаленные Временем... I (Boheme, 1998), сборник
- Алексей Козлов И Арсенал – Опаленные Временем... II (Boheme, 1998), сборник
- Алексей Козлов И Арсенал – Опаленные Временем... III (Boheme, 1998), сборник
- Алексей Козлов И Арсенал – Опаленные Временем... IV (Boheme, 1998), сборник
- Весь этот джаз (Салов АВ, 1998), сборник, одна пьеса ансамбля "Арсенал"
- Alexey Kozlov And The Shostakovich String Quartet (Boheme, 1999)
- Алексей Козлов – Джаз, Рок И Медные Трубы (IDDK, 2000), сборник mp3
- Quiet Jazz For Silent Night (Lemma, 2004), сборник, одна пьеса ансамбля "Арсенал"
- Алексей Козлов И Ансамбль "Арсенал" – Избранное (Boheme, 2001), сборник
- Алексей Козлов - Песни приблатнённых пионеров (J.R.C., 2002)
- Alexey Kozlov & Arsenal - Life Lines (Live at Forte Club) (Школа Менеджеров Арсенал, 2003)
- Арсенал - Седьмое воплощение (Школа Менеджеров Арсенал, 2004)
- Арсенал - "30 лет" (Салов АВ, 2004), сборник
- Quiet Music For Silent Night (Lemma, 2004), сборник, одна пьеса ансамбля "Арсенал"
- Алексей Козлов и ансамбль "Арсенал" - В эфире (Школа Менеджеров Арсенал, 2005)
- Арсенал - Живая вода (Школа Менеджеров Арсенал, 2005)
- Алексей Козлов - Пионерские-блатные 3 (RDM, 2005)
- Алексей Козлов И Ансамбль «Арсенал» – Подпольный Arsenal (Школа Менеджеров Арсенал, 2005), сборник
- Алексей Козлов И Ансамбль «Арсенал» – Неизвестный Arsenal (Школа Менеджеров Арсенал, 2005), сборник
- Алексей Козлов И Ансамбль Арсенал – Nostalgie (Школа Менеджеров Арсенал, 2005), сборник
- Алексей Козлов – Избранное (Stereo & Video, 2005), сборник
- Алексей Козлов и TWINS Квартет (RDM, 2006)
- Усадьба Jazz. Музыкальная коллекция 2007 (ArtMania, 2007), сборник, одна пьеса ансамбля "Арсенал"
- City Jazz And World Music (ArtMania, 2007), сборник, одна пьеса ансамбля "Арсенал"
- Инструментальный коктейль, вып.1 (Мелодия, 2008), сборник (3 пьесы ансамбля "Арсенал")
- Alexey Kozlov - Lonely Dandy (Мелодия, 2010)
- Алексей Козлов & Арсенал - Связь времён (Brilliant Jazz Club, 2010)
- Алексей Козлов – Личный Архив (75th Anniversary Edition) (ArtBeat, 2010), сборник
- Alexey Kozlov & Arsenal - Reconciliation (ArtBeat, 2011)
- Alexey Kozlov and Arsenal - Third Wind (Мирумир, 2012)
- Alexey Kozlov / Dmitry Ilugdin – Rethought The Classic (ArtBeat, 2012)
- Alexey Kozlov - Dedications (ArtBeat, 2012)
- Alexey Kozlov and Arsenal - Mindstream (ArtBeat, 2013)
- Alexey Kozlov* & Arsenal – 13. Selected Works (ArtBeat, 2013)
- Алексей Козлов - Мой Крым (ArtBeat, 2015)
- ArtBeat Music Collection (ArtBeat, 2015), сборник, одна пьеса ансамбля "Арсенал" и одна пьеса в дуэте с Дмитрием Илугдиным
- Alexey Kozlov & Arsenal – Live In Tallinn '74 (ArtBeat, 2016)
- Алексей Козлов & Ансамбль "Арсенал" – Собрание Сочинений в 16 Томах (ArtBeat, 2016), подарочный бокс
- Алексей Козлов и Трио "Второе Приближение" – Обэриуты (ArtBeat, 2018)
- Алексей Козлов И Ансамбль Арсенал – Сделано в СССР (ArtBeat, 2019)
- Алексей Козлов и Ансамбль Арсенал (ArtBeat, 2020)
- Алексей Козлов и Ансамбль Арсенал – Своими руками (ArtBeat, 2020)
- Алексей Козлов и Ансамбль Арсенал – Второе Дыхание (ArtBeat, 2020)
- Алексей Козлов и Ансамбль Арсенал – Мир тесен (ArtBeat, 2021)
- Алексей Козлов и Ансамбль Арсенал – Киев 1979 (ArtBeat, 2021)

### В качестве приглашённого музыканта или рядового участника коллектива
- Jazz Jamboree 62, N.3 (Polskie Nagrania, 1962), сборник с фестивальных выступлений (как участник секстета Вадима Сакуна)
- Jazz Jamboree 62, N.5 (Polskie Nagrania, 1962), сборник с фестивальных выступлений (как участник секстета Вадима Сакуна)
- Jazz Greetings From The East (Fontana, 1965), сборник (как участник секстета Вадима Сакуна)
- Анатолий Куликов - Путешествие в прошлое (Мелодия, 1991)
- Önder Focan Group - Sekiz (Balet Plak, 1995)
- Андрей Товмасян – Господин Великий Новгород (JazzArtClub, 2007), как участник разных составов в разные годы
- Евгений Кемеровский - Мой брат (Квадро-Диск, 2008)
- Dmitry Ilugdin Trio – Nikitsky Boulevard (ArtBeat, 2012)
- The Second Approach Trio – A Day For Dave (ArtBeat, 2015)

## Избранная фильмография

### В качестве композитора
- «Приглашение к танцу» (1977)
- «Зигзаг» (1980, короткометражный)
- «Отпуск за свой счёт (Fizetésnélküli szabadság)» (СССР/Венгрия, 1981)
- «Неру» (1984, СССР/Индия)
- «Любочка» (1984)
- «Научись танцевать» (1986)
- «Русская рулетка» (1990)
- «Папашка и Мэм» (1990)
- «Сказка на ночь» (1991)
- «Дворы нашего детства» (1992, документальный)
- «Катька и Шиз» (1992)

### Появление в кадре
- «Фестиваль джаза» (1967, документальный)
- «Дворы нашего детства» (1992, документальный)
- «Бродвей нашей юности» (1996, документальный)
- «Эпизоды» (2005, серия «Виктор Славкин», документальный)
- «Александр Филиппенко. Неугомонный» (2009, документальный)
- «Василий Аксёнов. Жаль, что вас не было с нами» (2009, документальный)
- «Джазист» (2021, документальный)

## Избранные композиции
Представлены инструментальные композиции Алексея Козлова, отсортированные в алфавитном порядке
- Андалузский дилижанс
- Апрельские тезисы
- Балаган[16]
- Баллада
- Башня из слоновой кости
- Бедная Лиза
- Бессвязный разговор (обработка пьесы «Цепная реакция» Марка Колби)
- Бессонница
- Былина
- В манере пиццикато
- Вечный Монк
- Возвращение
- Воздушный замок
- Воспоминание об Атлантиде
- Вспоминая «Эстрелиту»
- Второе дыхание
- Генезис
- Гигантские следы
- Гламурный хэппи-энд
- Голубоглазый блюз
- Гороскоп
- Горы Киммерии
- День рождения
- Джон Рескин
- Диалог
- Добрый знак
- Ещё один год
- Жёлтое небо
- Живая вода
- Забытая песня
- Зависть
- Загадочный сон
- Идея фикс
- Искушение
- Как при вечере
- Композиция на тему 2-го фортепианного концерта Сергея Рахманинова
- Краткий покой
- Лампа Аладдина
- Легенда
- Ленивый везунчик
- Летняя элегия
- Майлз-блюз
- Манекен
- Манипулятор
- Медленное вчера
- Мир тесен
- Мой Тимурчик
- Нашествие
- Не надо слёз
- Небесный голос
- Невидимая тень
- Невинное дитя
- Недосягаемый Джулиан
- Незнакомка
- Новые Боссы
- Ностальгия
- Огни большого города
- Одинокий денди
- Одинокий шут
- Опасная игра
- Осенние размышления
- От судьбы не уйдёшь
- Памяти Лунина
- Памяти Николая Заболоцкого
- Песня капель
- Под солнцем Родины
- Подозрение в ля-миноре
- Посвящение Махавишну
- Посвящение Сергею Рахманинову
- Последний взгляд
- Последняя ночь Шехерезады
- Поток сознания
- Праздник
- Предчувствие
- Прелестное создание
- Примирение братьев
- Провинциальное танго
- Пролог
- Профанка
- Прощение
- Пульс улицы
- Романс
- Рондо
- Рэгтайм
- Свет на пути
- Связь времён
- Сецессия
- Сильвер-блюз
- Скоморох
- Созвездие Льва
- Старшему другу
- Суровый взгляд Джо
- Сюита в фа-миноре
- Сюита ля-бемоль мажор (содержит вокальный фрагмент на стихи Расула Гамзатова)
- Тайна
- Танец джазовой свободы
- Танец шамана
- Траффл-шаффл
- Тревожный август
- Третье дыхание
- Унесённые ветром
- Фанки-баллада
- Фанки-чарльстон
- Фокстрот (обработка пьесы «Каменный лес» Палле Миккельборга)
- Фоторобот
- Человек с Ямайки
- Чуден Днепр
- Элегия
- Электронная шарманка
- Эхо джаза
- Эхо—вальс во французском стиле
- Юность героя